# Ermida de Santa Filomena (Fajã da Penedia)

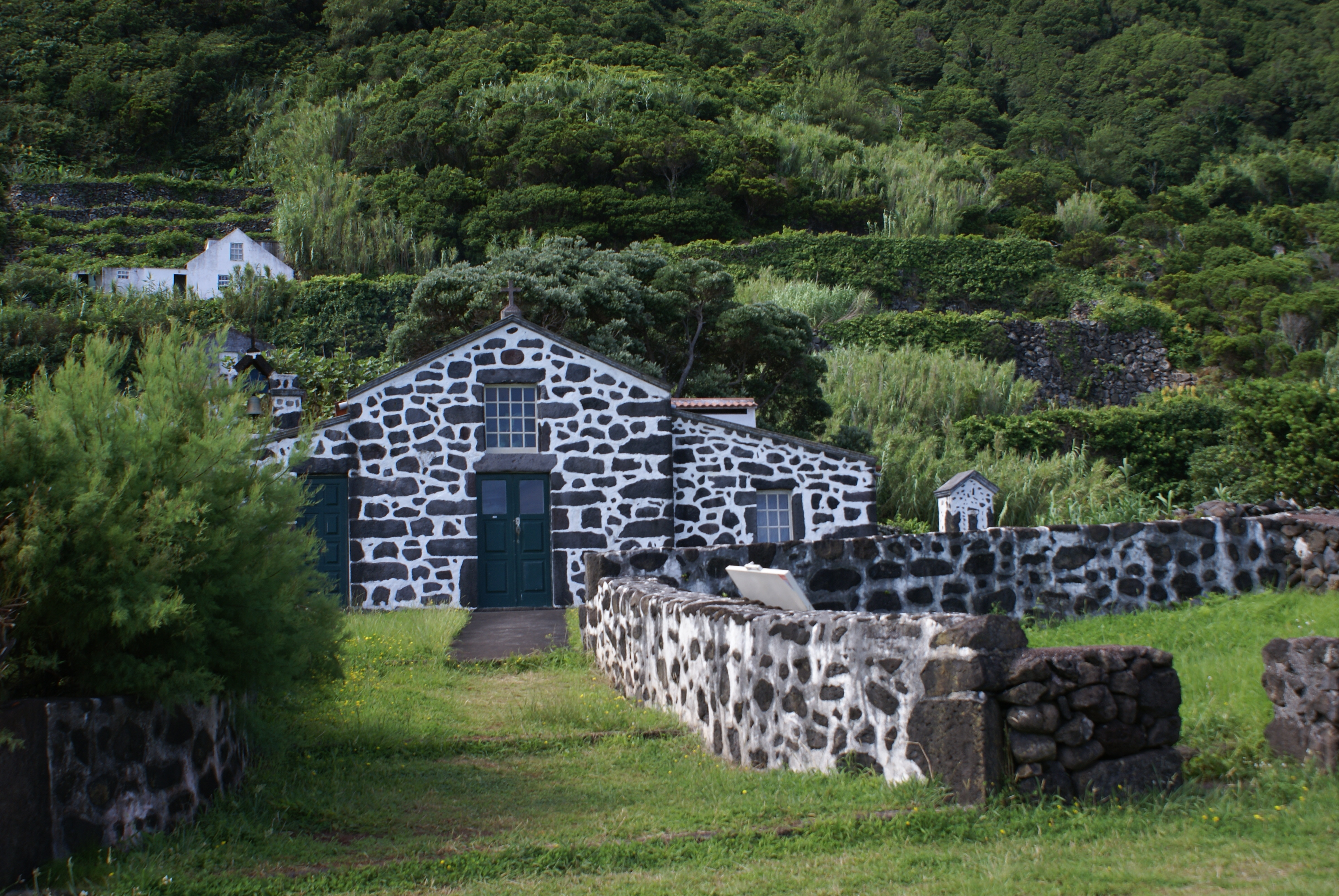
Fajã da Penedia, Ermida de Santa filomena, Norte Pequeno.

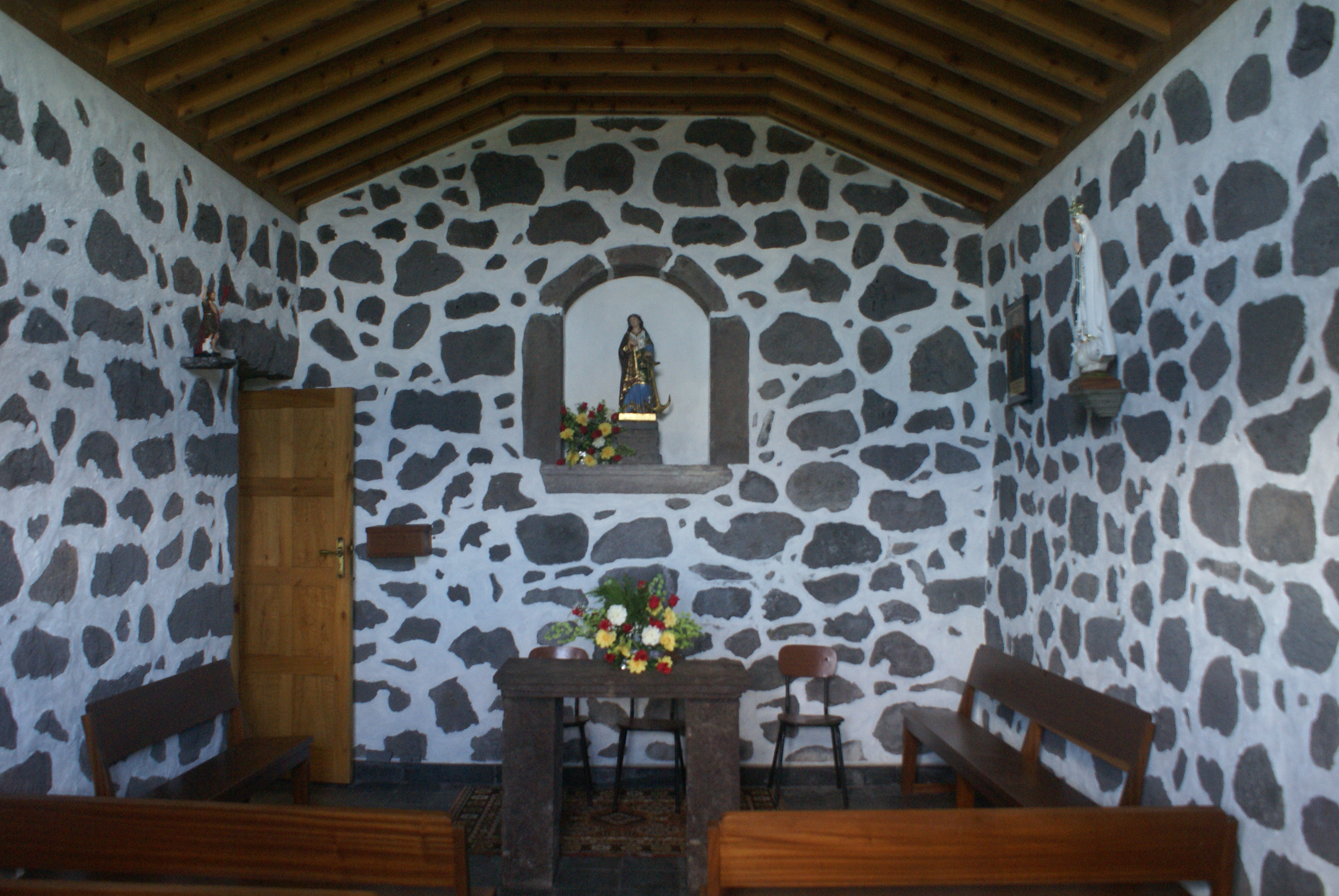
Fajã da Penedia, Ermida de Santa filomena, interior.

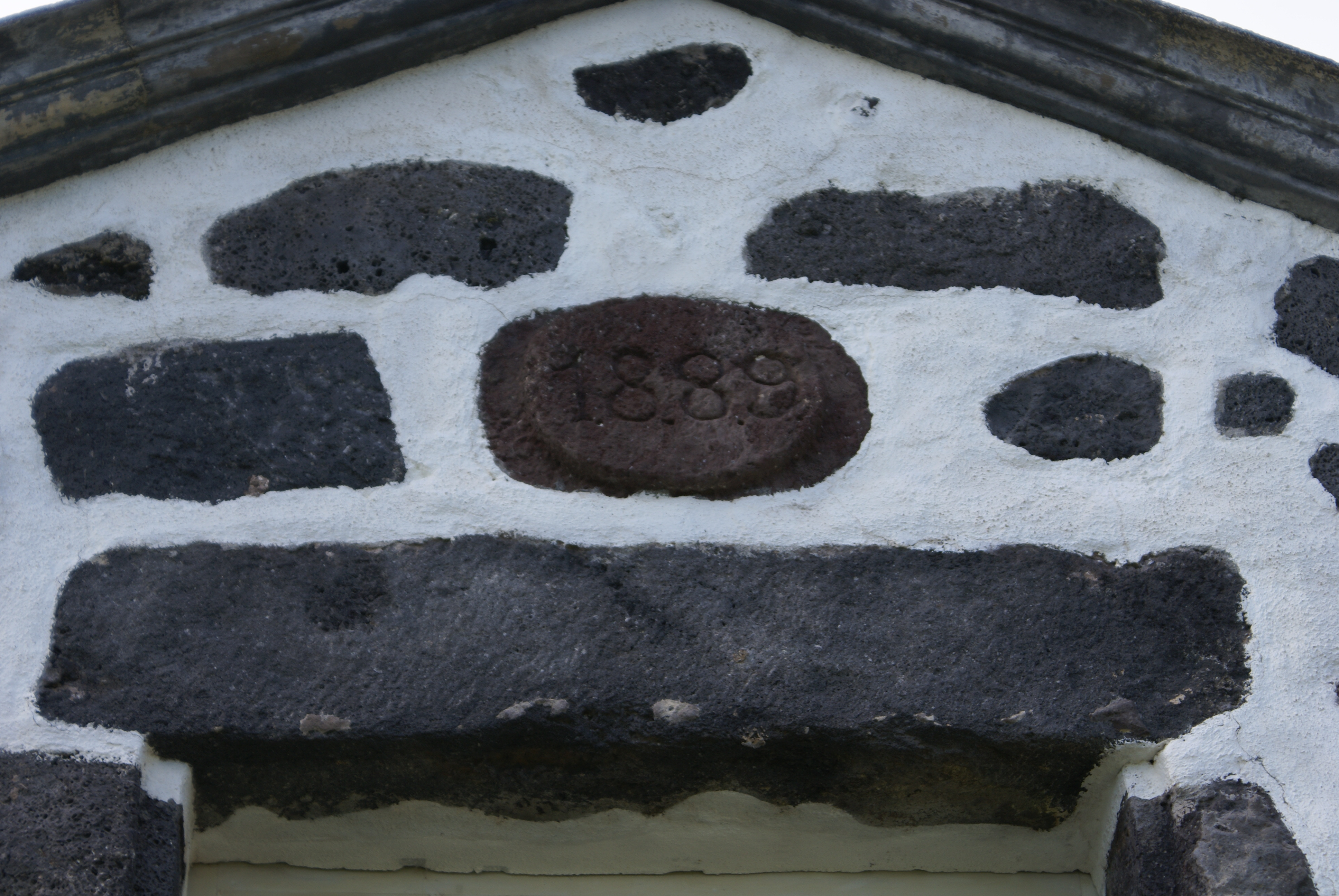
Fajã da Penedia, Ermida de Santa filomena, lápide datada.

A Ermida de Santa Filomena é uma ermida Portuguesa localizada na Fajã da Penedia, concelho da Calheta, ilha de São Jorge.
Esta ermida foi benzida no dia 27 de Maio de 1889, como é atestado por uma pedra a invocar o acontecimento sobre a porta de entrada, apresenta um bom trabalho em cantaria de basalto negro com acabamentos em alvenaria que foi pintada a branco. É de destacar os trabalho em pedra efectuado junto das portas e janelas. Por cima da referida porta de entrada apresenta uma Cruz também feita em pedra pintada de cor branca.
O interior com a imagem de Santa Filomena no altar-mor que se apresenta como um pequeno nicho, tem tons de branco e cinza com a madeira na sua cor natural a dar realce ao ambiente. O madeiramento do tecto foi elaborado de forma a dar ao edifício um agradável aspecto ao manter a cor original da madeira.
Ao longo dos tempos esta ermida tem sido local de romarias para pagamento de promessas feitas por devotos de toda a ilha. Devido a um contencioso entre o proprietário e a Diocese de Angra do Heroísmo, sede do bispado dos Açores, a ermida chegou a ser excomungada e encerrada, encontrando-se agora no activo.